# Llacs de Killarney
Els llacs de Killarney (en anglès: Lakes of Killarney) són un conjunt de tres llacs situats a prop de la ciutat de Killarney, al comtat de Kerry (Irlanda). El més gran dels llacs és Lough Leane (llac Leane); els altres dos s'anomenen Muckross Lake (llac Muckross) i Upper Lake (llac Superior). El riu Laune flueix des del llac Leane cap al nord, en direcció a Killorglin, i desemboca a la badia de Dingle. Els llacs se situen en una vall envoltada de muntanyes, entre les quals es troben Carrauntoohil (amb 1.038 m, la muntanya més alta d'Irlanda), Purple Mountain, Mangerton Mountain i Torc Mountain.
Els llacs de Killarney formen part del circuit turístic conegut com a anell de Kerry, on se situa el mirador conegut com a Ladys View, des del qual, es diu, la reina Victòria I del Regne Unit va admirar amb el seu seguici les vistes dels llacs. Els llacs també formen part del Parc Nacional de Killarney, i es troben a la vora de diverses atraccions turístiques, com el castell de Ross, l'abadia de Muckross o Muckross House. A l'interior de llac Leane es troba Innisfallen Island.
L'illa de Ross (de fet, una península a la riba est del llac Leane) és un punt d'extracció de coure des de fa almenys 4.000 anys, és a dir, des de l'edat del bronze, cosa que la converteix en la més antiga de les Illes Britàniques. En aquesta àrea, també va establir les seves mines la família Herbert, propietaris de Muckross House. Els llacs també són coneguts per les seves poblacions de truites.